# Mạnh Tân
Mạnh Tân (chữ Hán giản thể: 孟津区, Hán Việt: Mạnh Tân khu) là một quận của địa cấp thị Lạc Dương, tỉnh Hà Nam, Cộng hòa Nhân dân Trung Hoa. Mạnh Tân nằm ở tây bắc Hà Nam, cách Trịnh Châu 134 km về phía đông, phía bắc giáp với Hoàng Hà. Quận được thành lập tháng 3 năm 2021 trên cơ sở hợp nhất quận Cát Lợi và huyện Mạnh Tân cũ. Quận này có diện tích 758 km2, dân số 430.000 người. Quận Mạnh Tân được chia thành các đơn vị hành chính gồm 8 trấn, 4 hương, 226 thôn hành chính.